# Гавриил Серски
Гавриил  (на гръцки: Γαβριήλ Σερρών) е православен духовник, митрополит на Цариградската патриаршия. От 1735 до 1745 година е серски митрополит.
Гавриил полага особени грижи за образователното дело в града. Още с идването си в Сяр отваря затвореното в 1730 г. поради спряно субсидиране от Дунавските княжества гръцко училище, което ръководи до 1745 година. Митрополитът се грижи за храмовете и е голям любител на музиката.